# Julie Cruikshank
Julie Cruikshank es una antropóloga canadiense conocida por su colaboración en investigación con los pueblos indígenas del Yukón .  Es profesora emérita del Departamento de Antropología de la Universidad de Columbia Británica . Ha vivido y trabajado durante más de una década en el territorio de Yukon, creando una historia oral de la región a través de su trabajo con personas como Angela Sidney, Kitty Smith y Annie Ned . Su trabajo se centra principalmente en los desarrollos prácticos y teóricos de los estudios de tradición oral.

## Premios y logros
En 2012, Cruikshank fue nombrado Oficial de la Orden de Canadá.   En 2010, se convirtió en miembro de la Royal Society of Canada, las Academias de Artes, Humanidades y Ciencias de Canadá. En 2006, se publicó el libro de Cruikshank publicado en la Universidad de Washington, ¿Escuchan los glaciares? Conocimiento local, encuentros coloniales e imaginación social, ganó el premio Julian Steward de la Sociedad de Antropología y Medio Ambiente, que es una sección de la Asociación Antropológica Estadounidense .  El libro también ganó el Premio Victor Turner de Escritura Etnográfica en 2006. En 1995, Cruikshank recibió el Premio Robert F. Heizer de la Sociedad Estadounidense de Etnohistoria, así como el Premio a la Excelencia en la Enseñanza de la UBC de la Facultad de Artes.  En 1992, recibió el Premio de Investigación Killam de la UBC y dos años más tarde, en 1994, recibió la Beca de Investigación de la Facultad en Memoria de Izaak Walton Killam de la UBC. 

## Publicaciones

### Libros
- Cruikshank, Julie (2005). Do Glaciers Listen? Local Knowledge, Colonial Encounters and Social Imagination. Vancouver: UBC Press.
- Cruikshank, Julie (1998). The Social Life of Stories: Narrative and Knowledge in Northern Canada. Lincoln: University of Nebraska Press.
- Cruikshank, Julie (1991). Reading Voices: Dan Dha Ts'edenintth'e. Vancouver: Douglas and McIntyre.
- Cruikshank, Julie (1990). Life Lived Like a Story: Life Stories of Three Yukon Native Elders. Lincoln: University of Nebraska Press.

### Volúmenes editados
- 2007. Mis historias de viejos: un legado para las primeras naciones del Yukón, por Catharine McClellan . 3 volúmenes. Documento ocasional sobre la historia del Yukon, 5 (1-3), 804 páginas.
- Tradiciones cambiantes en la etnografía del norte [8]